# Pro D2 2007-08
El Pro D2 2007-08 fue la octava edición de la segunda categoría profesional del rugby francés.

## Modo de disputa
El torneo se disputó en formato de todos contra todos en condición de local y de visitante en su fase regular, el equipo que se ubicó en la primera posición al finalizar el torneo se coronó campeón, del 2° al 5° puesto disputaron un play-off para decidir el segundo ascenso.
Los últimos dos equipos al finalizar el torneo descendieron directamente a la tercera división.

## Clasificación
| Pos. | Equipo                | Encuentros | Encuentros | Encuentros | Encuentros | Tantos | Tantos | Tantos | Puntos Bonus | Puntos |
| Pos. | Equipo                | PJ         | PG         | PE         | PP         | F      | C      | Dif    | Puntos Bonus | Puntos |
| ---- | --------------------- | ---------- | ---------- | ---------- | ---------- | ------ | ------ | ------ | ------------ | ------ |
| 1.º  | Toulon                | 30         | 22         | 1          | 7          | 873    | 495    | 378    | 16           | 106    |
| 2.º  | Racing Paris          | 30         | 21         | 1          | 8          | 683    | 426    | 257    | 13           | 99     |
| 3.º  | Mont-de-Marsan        | 30         | 19         | 3          | 8          | 582    | 488    | 94     | 7            | 89     |
| 4.º  | Lyon OU               | 30         | 17         | 0          | 13         | 604    | 424    | 180    | 15           | 83     |
| 5.º  | Stade Rochelais       | 30         | 17         | 0          | 13         | 540    | 443    | 97     | 13           | 81     |
| 6.º  | Béziers               | 30         | 17         | 2          | 11         | 556    | 505    | 51     | 9            | 81     |
| 7.º  | Sporting Union Agen   | 30         | 17         | 2          | 11         | 575    | 430    | 145    | 9            | 81     |
| 8.º  | Grenoble              | 30         | 16         | 2          | 12         | 506    | 454    | 52     | 9            | 77     |
| 9.º  | Oyonnax               | 30         | 16         | 0          | 14         | 612    | 545    | 67     | 9            | 73     |
| 10.º | Section Paloise       | 30         | 14         | 0          | 16         | 533    | 576    | -43    | 13           | 69     |
| 11.º | Aurillac              | 30         | 14         | 0          | 16         | 609    | 691    | -82    | 10           | 66     |
| 12.º | Union Bordeaux Bègles | 30         | 12         | 1          | 17         | 468    | 526    | -58    | 11           | 61     |
| 13.º | RC Narbonne           | 30         | 12         | 1          | 17         | 503    | 626    | -123   | 7            | 57     |
| 14.º | Tarbes                | 30         | 8          | 1          | 21         | 428    | 705    | -277   | 11           | 45     |
| 15.º | Limoges               | 30         | 5          | 2          | 23         | 340    | 791    | -451   | 7            | 31     |
| 16.º | Blagnac               | 30         | 4          | 2          | 24         | 469    | 756    | -287   | 7            | 27     |

| Bandera de Francia |
| Campeón Toulon     |
| Segundo título     |

## Segundo ascenso

### Semifinal
| 2008 | Mont de Marsan | 12 - 6 | Lyon |  |  |

| 2008 | Racing Metro | 23 - 17 | La Rochelle |  |  |

### Final
| 21 de junio de 2008 | Mont-de-Marsan | 32 - 23 | Racing Paris |  |  |